# Dendropanax langsdorfii
Dendropanax langsdorfii är en araliaväxtart som först beskrevs av Élie Marchal, och fick sitt nu gällande namn av David Frodin. Dendropanax langsdorfii ingår i släktet Dendropanax och familjen Araliaceae. Inga underarter finns listade.